# After Sex (film, 2007)
Pour les articles homonymes, voir After Sex.
Pour plus de détails, voir Fiche technique et Distribution.
After Sex est un film américain réalisé par Eric Amadio, sorti en 2007.

## Fiche technique
- Titre : After Sex
- Réalisation : Eric Amadio
- Scénario : Eric Amadio
- Photographie : Todd Hickey
- Musique : Stephen Light
- Production : Eric Amadio, Emilio Diez Barroso, Michael O. Gallant, Lincoln Gasking, Darlene Caamano Loquet et Raymond Miller
- Pays d'origine : États-Unis
- Format : Couleurs
- Genre : comédie dramatique
- Durée : 77 minutes (1 h 17)
- Date de sortie : 2007

## Distribution
- Marc Blucas : Christopher
- Jose Pablo Cantillo : Marco
- Emmanuelle Chriqui : Jordy
- James DeBello : Bob
- Noel Fisher : Jay
- Dave Franco : Sam
- Mila Kunis : Nikki
- Taryn Manning : Alanna
- Zoe Saldaña : Kat
- Jane Seymour : Janet
- John Witherspoon : Gene